# Tanjungan (Katibung)
Tanjungan is een bestuurslaag in het regentschap Lampung Selatan van de provincie Lampung, Indonesië. Tanjungan telt 3805 inwoners (volkstelling 2010).